# 天主教凱內馬教區
天主教凱內馬教區（拉丁語：Dioecesis Kenemaënsis）是塞拉利昂一個羅馬天主教教區，屬弗里敦總教區。
教區成立於1970年11月11日，位於東方省，2006年有教友72,857人（佔轄區總人口5.8%）、十五個堂區、二十名司鐸。現任教區主教為亨利·阿魯娜。